# سم ریمی
ساموئل ام. ریمی (انگلیسی: Samuel M. Raimi؛ زادهٔ ۲۳ اکتبر ۱۹۵۹) کارگردان و فیلم‌نامه‌نویس آمریکایی است. عمدهٔ شهرت او برای کارگردانی سه‌گانهٔ مرد عنکبوتی (۲۰۰۲–۲۰۰۷) است. فیلم‌های او به‌خاطر سبک بصری خودنمایی و بسیار پویا، الهام‌گرفته از کتاب کمیک و کمدی بزن‌بکوب شناخته می‌شوند.

## سلطان وحشت
اولین فیلم موفق او یک فیلم کوتاه ترسناک بود. او پس از ساخت این فیلم، اقدام به دوباره‌سازی همان فیلم این بار در قطع نگاتیو (نسخه سینمایی) کرد. این فیلم که مرده شریر (به انگلیسی: Evil Dead) نام داشت موفقیت بی نظیری برای او به ارمغان آورد. او سال‌ها بعد دنباله‌های این فیلم را تحت عناوین مرده شریر ۲ (۱۹۸۷) و ارتش تاریکی (۱۹۹۲) ساخت. موفقیت این آثار و محبوبیت شخصیت «اش» (به انگلیسی: Ash) - (قهرمان این سری فیلم‌ها با بازی بروس کمپبل که دوست صمیمی ریمی نیز می‌باشد) موجب ساخت یک سری بازی کامپیوتری و داستانهای مصور مرتبط با این آثار شد.

## مرد عنکبوتی

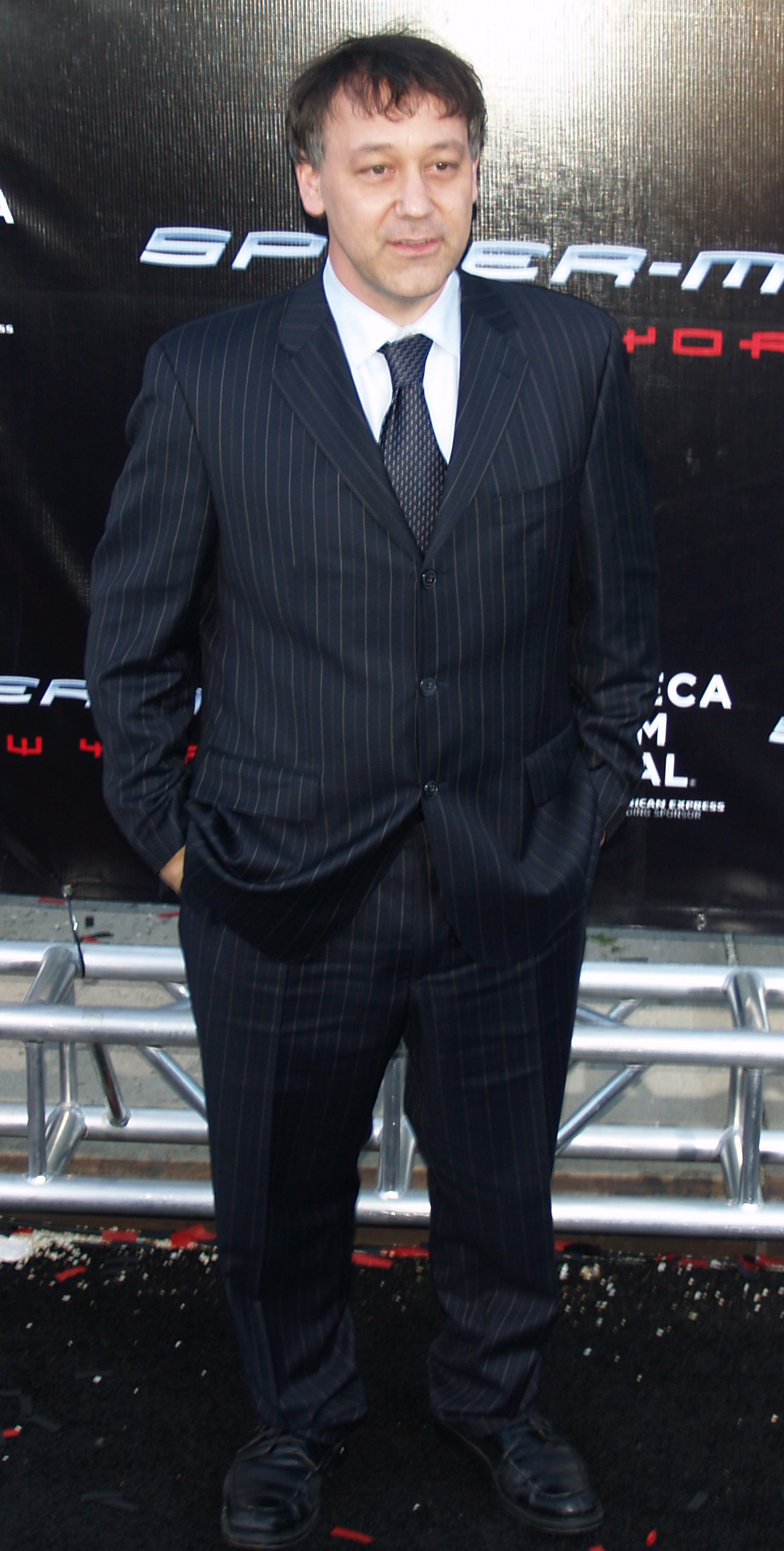
ساموئل ام. ریمی در سال ۲۰۰۷

ریمی پس ساخت چند فیلم ناموفق، در سال ۲۰۰۰ شروع به ساخت نسخه سینمایی مرد عنکبوتی کرد. او از توبی مگوایر در نقش پیتر پارکر/مردعنکبوتی و از کریستن دانست در نقش مری جین واتسون استفاده کرد. موفقیت بی‌نظیر این فیلم باعث شد تا ریمی دنباله‌های این فیلم را تحت عنوان مرد عنکبوتی ۲ (۲۰۰۴) و مرد عنکبوتی ۳ (۲۰۰۷) بسازد. او پس از ساخت قسمت سوم این سری بر سر یک سری مسائل با تهیه‌کننده‌های فیلم به مشکل برخورد و ساخت قسمت چهارم به تأخیر افتاد. مگوایر و دانست هم اعلام کردند که اگر او کارگردان قسمت چهارم مرد عنکبوتی نباشد، دیگر در این سری بازی نخواهند کرد. کمپانی سازنده با اینکه ظاهراً قبول کرده بود که ریمی بار دیگر به عنوان کارگردان به این سری بازگردد (و به قول خود ریمی همه چیز - حتی فیلم‌نامه - آماده ساخت بود) ولی او از پروژه قسمت چهارم مرد عنکبوتی به دلیل دخالت‌های کمپانی در داستان فیلم انصراف داد.

## فیلم‌شناسی

### فیلم
| سال  | عنوان                           | کارگردان | فیلم‌نامه‌نویس | تهیه‌کننده |
| ---- | ------------------------------- | -------- | ------------ | --------- |
| ۱۹۷۷ | این قتل است!                    | آری      | آری          | آری       |
| ۱۹۸۱ | مرده شریر                       | آری      | آری          | اجرایی    |
| ۱۹۸۵ | موج جرم و جنایت                 | آری      | آری          | نه        |
| ۱۹۸۷ | مرده شریر ۲                     | آری      | آری          | نه        |
| ۱۹۸۹ | چرخ‌های آسان                     | نه       | آری          | نه        |
| ۱۹۹۰ | مرد تاریکی                      | آری      | آری          | اجرایی    |
| ۱۹۹۲ |                                 | نه       | آری          | نه        |
| ۱۹۹۲ | ارتش تاریکی                     | آری      | آری          | نه        |
| ۱۹۹۴ | وکیل هادساکر                    | نه       | آری          | نه        |
| ۱۹۹۵ | سریع و مرده                     | آری      | نه           | نه        |
| ۱۹۹۸ | یک نقشه ساده                    | آری      | نه           | نه        |
| ۱۹۹۹ | به عشق مسابقه                   | آری      | نه           | نه        |
| ۲۰۰۰ | هدیه                            | آری      | نه           | نه        |
| ۲۰۰۲ | مرد عنکبوتی                     | آری      | نه           | نه        |
| ۲۰۰۴ | مرد عنکبوتی ۲                   | آری      | نه           | نه        |
| ۲۰۰۵ | مردی با مغز بی‌نهایت             | نه       | داستان       | نه        |
| ۲۰۰۷ | مرد عنکبوتی ۳                   | آری      | آری          | نه        |
| ۲۰۰۹ | مرا به دوزخ بکشان               | آری      | آری          | اجرایی    |
| ۲۰۱۳ | از بزرگ و قدرتمند               | آری      | نه           | نه        |
| ۲۰۲۲ | دکتر استرنج در چندجهانی دیوانگی | آری      | نه           | نه        |
| ۲۰۲۶ | کمک بفرستید                     | آری      | نه           | آری       |

### تهیه‌کننده
| سال  | عنوان                                                                |
| ---- | -------------------------------------------------------------------- |
| ۱۹۹۴ | پلیس زمان                                                            |
| ۱۹۹۵ | مرد تاریکی ۲: بازگشت دورانت                                          |
| ۱۹۹۶ | مرد تاریکی ۳: بمیر مرد تاریکی بمیر                                   |
| ۱۹۹۸ | Hercules and Xena – The Animated Movie: The Battle for Mount Olympus |
| ۱۹۹۸ | Young Hercules                                                       |
| ۲۰۰۲ | زینا: شاهدخت جنگجو                                                   |
| ۲۰۰۴ | کینه                                                                 |
| ۲۰۰۵ | لولوخورخوره                                                          |
| ۲۰۰۶ | کینه ۲                                                               |
| ۲۰۰۷ | پیام‌رسانان                                                           |
| ۲۰۰۷ | ۳۰ روز شب                                                            |
| ۲۰۱۲ | تسخیر                                                                |
| ۲۰۱۳ | مرده شریر                                                            |
| ۲۰۱۴ | Murder of a Cat                                                      |
| ۲۰۱۵ | پولترگایست                                                           |
| ۲۰۱۶ | نفس نکش                                                              |
| ۲۰۱۹ | خزش                                                                  |
| ۲۰۲۰ | کینه                                                                 |
| ۲۰۲۱ | نامقدس                                                               |
| ۲۰۲۱ | نفس نکش ۲                                                            |
| ۲۰۲۱ | Nightbooks                                                           |
| ۲۰۲۲ | Umma                                                                 |
| ۲۰۲۳ | ۶۵                                                                   |
| TBA  | Boy Kills World                                                      |